# The Conjuring: Nghi lễ cuối cùng
The Conjuring: Nghi lễ cuối cùng (tên tiếng Anh: The Conjuring: Last Rites) là bộ phim kinh dị siêu nhiên của Hoa Kỳ do Michael Chaves đạo diễn. Phim sẽ có sự trở lại của hai ngôi sao Patrick Wilson và Vera Farmiga trong hai vai diễn bộ đôi nhà điều tra và tác giả về những hiện tượng huyền bí Ed và Lorraine Warren. Đây là phần phim hậu truyện của The Conjuring: Ma xui quỷ khiến (2021) và đồng thời cũng là phần phim thứ chín trong loạt phim thuộc Vũ trụ The Conjuring. James Wan và Peter Safran sẽ tiếp tục trở lại với vai trò nhà sản xuất của phim. 
The Conjuring: Nghi lễ cuối cùng được dự kiến sẽ công chiếu tại Hoa Kỳ vào ngày 5 tháng 9, 2025.

## Diễn viên
- Vera Farmiga thủ vai Lorraine Warren
- Patrick Wilson thủ vai Ed Warren
- Ben Hardy thủ vai Tony Spera
- Mia Tomlinson thủ vai Judy Warren

## Sản xuất
Trước khi The Conjuring: Ma xui quỷ khiến được ra mắt vào tháng 6 năm 2021, đạo diễn Michael Chaves đã có những chia sẻ trong một cuộc phỏng vấn với Empire về những khả năng của một phần phim mới trong tương lai của loạt phim The Conjuring: "Những gì [Ma xui quỷ khiến] đã làm được hy vọng sẽ mở ra một chương mới cho gia đình nhà Warrens. Đây sẽ là một màn kết thúc độc đáo cho loạt phim The Conjuring. Tôi thực sự phấn khích để xem nó có thể đi đến đâu." Hai diễn viên Patrick Wilson và Vera Farmiga cũng bày tỏ sự hứng thú của mình trước màn trở lại này. "Trời đất ơi, tôi thực sự rất muốn [tiếp tục]," Famiga chia sẻ. "Nó thực sự thú vị, chúng tôi phải làm tăng thêm nỗi sợ hãi trong mỗi người. Quỷ học đã rất cao trào và như opera." Vào tháng 10, 2022, tờ The Hollywood Reporter đã tiết lộ rằng phần phim thứ tư thuộc chuỗi The Conjuring được đang phát triển với kịch bản do David Leslie Johnson-McGoldrick chấp bút và James Wan với Peter Safran sẽ trở lại trong vai trò nhà sản xuất phim.
Trước sự ra mắt của phần phim Ác quỷ ma sơ 2 vào tháng 9 năm 2023, Chaves cũng đã khẳng định rằng giai đoạn viết kịch bản đang được tiếp tục và chia sẻ rằng dự án này sẽ được xem như là "chương cuối" của câu chuyện cho một thương hiệu điện ảnh đã được ra mắt trước đây. Vào tháng 2, 2024, Chaves đã tham gia đàm phán để cầm trịch vị trí đạo diễn của bộ phim, vào tháng 9 cùng năm, Ben Hardy và Mia Tomlinson được xác nhận sẽ tham gia vào dàn diễn viên của phim.
Công đoạn quay phim đã được dự kiến sẽ diễn ra tại Luân Đôn vào giữa ngày 10 tháng 9 và ngày 10 tháng 10, và chính thức bắt đầu vào ngày 17 tháng 9 năm 2024.

## Phát hành
The Conjuring: Nghi lễ cuối cùng được dự kiến sẽ công chiếu tại Hoa Kỳ vào ngày 5 tháng 9, 2025.